# Sybra fuscoapicalis
Sybra fuscoapicalis es una especie de escarabajo del género Sybra, familia Cerambycidae. Fue descrita científicamente por Breuning en 1939.
Habita en Papúa Nueva Guinea. Mide 8 mm.